# Heteroneura
Heteroneura là một nhóm (nhánh) côn trùng thuộc bộ Cánh vẩy chiếm hơn 99% các loài bướm và ngài. Đây là nhóm quan hệ gần gũi với cận bộ Exoporia, và được đặc trưng bởi sự nổi gân không giống nhau ở hai cánh.
 Tư liệu liên quan tới Heteroneura tại Wikimedia Commons
 Dữ liệu liên quan tới Heteroneura tại Wikispecies